# 菊池淡水
菊池 淡水（きくち たんすい、1902年9月8日 - 1990年4月1日）は、日本の尺八演奏者、民謡歌手。岩手県和賀郡湯田町（現・西和賀町）に生まれる。本名は繁直（しげなお）。
初め横手市で板金屋を営んでいる伯父の所に弟子入りしたが、仕事が嫌で、16歳の時、奉公先から友人の山川商店の息子と2人で逃げて上京した。上京先で、宮城県出身の後藤桃水に師事した。
1950年に日本民謡協会を設立・育成し、民謡発展の基礎を作り上げ、日本で民謡を初めて五線譜で表し出版した。大倉喜七郎の肝煎りで考案されたオークラウロ（尺八とフルートを掛け合わせた楽器）の奏者としてNHK交響楽団などとも共演した。
淡水の威徳を偲ぶ人々の手で、湯田町（現・西和賀町）上野々の銀河ホールの庭に淡水の胸像が建てられている。